# Liga Światowa w Piłce Siatkowej 1999
Liga Światowa w Piłce Siatkowej 1999 (ang. 1999 FIVB Volleyball World League) – 10. edycja międzynarodowego turnieju siatkarskiego zorganizowanego przez Międzynarodową Federację Piłki Siatkowej (FIVB) dla 12 narodowych reprezentacji.
Rywalizacja składała się z dwóch faz: fazy interkontynentalnej oraz turnieju finałowego. Faza interkontynentalna trwała od 28 maja do 4 lipca. Turniej finałowy rozegrany został w dniach 12-17 lipca w Polideportivo Islas Malvinas w Mar del Plata.
Zwycięzcą Ligi Światowej 1999 została po raz siódmy reprezentacja Włoch, która w finale pokonała reprezentację Kuby. Brązowy medal zdobyła reprezentacja Brazylii.
W rozgrywkach zadebiutowały reprezentacje Australii i Portugalii. Po raz pierwszy w turnieju finałowym brały udział Argentyna oraz Hiszpania.
Po raz pierwszy w oficjalnych rozgrywkach międzynarodowych zastosowano nowy system, w którym do zwycięstwa w secie należało zdobyć 25 punktów w secie, a punkty liczone były po każdej akcji.

## System rozgrywek

### Faza interkontynentalna
12 reprezentacji podzielonych zostało na trzy grupy (A, B i C). W ciągu sześciu tygodni w każdej grupie drużyny rozegrały między sobą po cztery spotkania (dwa jako gospodarz i dwa jako gość). W sumie w ramach fazy interkontynentalnej odbyły się 72 spotkania.
Awans do turnieju finałowego uzyskali:
- zwycięzcy poszczególnych grup oraz drużyny, które zajęły drugie miejsce w swoich grupach (o ile gospodarz turnieju finałowego znalazł się wśród tych sześciu zespołów);
- zwycięzcy poszczególnych grup oraz dwie najwyżej sklasyfikowane drużyny z drugich miejsc (jeżeli gospodarz zajął niższe niż drugie miejsce w swojej grupie).

### Turniej finałowy
6 drużyn, które zaklasyfikowały się do turnieju finałowego, podzielone zostały na dwie grupy (D i E) według następującego klucza:
| Grupa D | Grupa E |
| ------- | ------- |
| A1      | A/B/C2  |
| A/B/C2  | B1      |
| C1      | A/B/C2  |

Przy rozstawieniu drużyn z drugich miejsc decydujące znaczenie miało, aby, o ile to możliwe, drużyny z tej samej grupy w fazie interkontynentalnej nie znalazły się w jednej grupie turnieju finałowego.
Do półfinałów awans uzyskały po dwie najlepsze drużyny z poszczególnych grup. Pary półfinałowe ustalone zostały według klucza:
- D1 – E2;
- D2 – E1.

Zwycięzcy półfinałów zagrali o zwycięstwo w całych rozgrywkach, natomiast przegrani - o brązowy medal.

## Uczestnicy
| Grupa A                       | Grupa B                            | Grupa C                           |
| ----------------------------- | ---------------------------------- | --------------------------------- |
| Australia Polska Rosja Włochy | Brazylia Kanada Hiszpania Holandia | Argentyna Francja Kuba Portugalia |

## Faza interkontynentalna
Wszystkie godziny według czasu lokalnego.

### Grupa A

#### Tabela
| Lp. | Drużyna   | Pkt | Mecze | Mecze | Mecze | Sety | Sety | Sety  | Małe punkty | Małe punkty | Małe punkty |
| Lp. | Drużyna   | Pkt | M     | W     | P     | wyg. | prz. | ratio | zdob.       | str.        | ratio       |
| --- | --------- | --- | ----- | ----- | ----- | ---- | ---- | ----- | ----------- | ----------- | ----------- |
| 1   | Rosja     | 22  | 12    | 10    | 2     | 32   | 14   | 2.286 | 1082        | 1010        | 1.071       |
| 2   | Włochy    | 21  | 12    | 9     | 3     | 31   | 14   | 2.214 | 1079        | 941         | 1.147       |
| 3   | Polska    | 17  | 12    | 5     | 7     | 21   | 25   | 0.840 | 1006        | 1065        | 0.945       |
| 4   | Australia | 12  | 12    | 0     | 12    | 5    | 36   | 0.139 | 861         | 1012        | 0.851       |

Źródło: fivb.ch
Punktacja: zwycięstwo – 2 pkt; porażka – 1 pkt
Zasady ustalania kolejności: 1. liczba punktów; 2. stosunek setów; 3. stosunek małych punktów; 4. bilans w bezpośrednich meczach
     Awans do turnieju finałowego

#### 1. kolejka
- Miejsce spotkań: Spodek, Katowice / Entertainment Centre, Sydney

| Data       | Godz. | Drużyna 1 | Wynik | Drużyna 2 | 1     | 2     | 3     | 4     | 5 | Razem | Czas | Widzów | * |
| ---------- | ----- | --------- | ----- | --------- | ----- | ----- | ----- | ----- | - | ----- | ---- | ------ | - |
| 28.05.1999 | 19:00 | Polska    | 0:3   | Rosja     | 22:25 | 15:25 | 16:25 |       |   | 53:75 | 1:00 | 6500   |   |
| 29.05.1999 | 20:00 | Polska    | 1:3   | Rosja     | 19:25 | 25:22 | 23:25 | 19:25 |   | 89:97 | 1:39 | 4400   |   |
|            |       |           |       |           |       |       |       |       |   |       |      |        |   |
| 28.05.1999 | 19:30 | Australia | 0:3   | Włochy    | 20:25 | 16:25 | 18:25 |       |   | 54:75 | 1:06 | 3100   |   |
| 29.05.1999 | 19:30 | Australia | 0:3   | Włochy    | 11:25 | 22:25 | 20:25 |       |   | 53:75 | 1:02 | 3230   |   |

#### 2. kolejka
- Miejsce spotkań: Pałac Sportu „Dinamo”, Moskwa / PalaPentassuglia, Brindisi (4 czerwca), PalaFlorio, Bari (6 czerwca)

| Data       | Godz. | Drużyna 1 | Wynik | Drużyna 2 | 1     | 2     | 3     | 4     | 5    | Razem   | Czas | Widzów | * |
| ---------- | ----- | --------- | ----- | --------- | ----- | ----- | ----- | ----- | ---- | ------- | ---- | ------ | - |
| 04.06.1999 | 18:00 | Rosja     | 3:0   | Polska    | 25:18 | 28:26 | 25:23 |       |      | 78:67   | 1:07 | 900    |   |
| 05.06.1999 | 16:00 | Rosja     | 3:2   | Polska    | 23:25 | 21:25 | 25:19 | 25:23 | 15:8 | 109:100 | 1:41 | 1200   |   |
|            |       |           |       |           |       |       |       |       |      |         |      |        |   |
| 04.06.1999 | 20:00 | Włochy    | 3:0   | Australia | 25:17 | 25:21 | 25:20 |       |      | 75:58   | 1:09 | 4400   |   |
| 06.06.1999 | 19:00 | Włochy    | 3:0   | Australia | 25:22 | 25:22 | 25:21 |       |      | 75:65   | 1:19 | 3300   |   |

#### 3. kolejka
- Miejsce spotkań: Pałac Sportu „Dinamo”, Moskwa / PalaCatania, Katania (11 czerwca), Palasport Mario Argento, Neapol (13 czerwca)

| Data       | Godz. | Drużyna 1 | Wynik | Drużyna 2 | 1     | 2     | 3     | 4     | 5     | Razem   | Czas | Widzów | * |
| ---------- | ----- | --------- | ----- | --------- | ----- | ----- | ----- | ----- | ----- | ------- | ---- | ------ | - |
| 11.06.1999 | 18:00 | Rosja     | 3:0   | Australia | 25:19 | 25:20 | 27:25 |       |       | 77:64   | 1:02 | 1700   |   |
| 12.06.1999 | 16:00 | Rosja     | 3:0   | Australia | 25:17 | 33:31 | 25:23 |       |       | 83:71   | 1:12 | 1750   |   |
|            |       |           |       |           |       |       |       |       |       |         |      |        |   |
| 11.06.1999 | 20:30 | Włochy    | 2:3   | Polska    | 27:29 | 24:26 | 25:14 | 25:19 | 13:15 | 114:103 | 1:51 | 3800   |   |
| 13.06.1999 | 18:00 | Włochy    | 3:1   | Polska    | 25:20 | 25:19 | 22:25 | 25:18 |       | 97:82   | 1:32 | 4500   |   |

#### 4. kolejka
- Miejsce spotkań: Pałac Sportu „Dinamo”, Moskwa / Hala Sportowa MOSiR, Łódź

| Data       | Godz. | Drużyna 1 | Wynik | Drużyna 2 | 1     | 2     | 3     | 4     | 5 | Razem  | Czas | Widzów | * |
| ---------- | ----- | --------- | ----- | --------- | ----- | ----- | ----- | ----- | - | ------ | ---- | ------ | - |
| 18.06.1999 | 18:00 | Rosja     | 3:1   | Włochy    | 29:27 | 25:21 | 27:29 | 25:20 |   | 106:97 | 1:41 | 3160   |   |
| 19.06.1999 | 15:00 | Rosja     | 1:3   | Włochy    | 22:25 | 18:25 | 25:20 | 21:25 |   | 86:95  | 1:27 | 2912   |   |
|            |       |           |       |           |       |       |       |       |   |        |      |        |   |
| 18.06.1999 | 19:00 | Polska    | 3:1   | Australia | 28:30 | 29:27 | 25:23 | 25:18 |   | 107:98 | 1:43 | 7150   |   |
| 19.06.1999 | 17:30 | Polska    | 3:0   | Australia | 25:20 | 25:15 | 25:18 |       |   | 75:53  | 1:01 | 6450   |   |

#### 5. kolejka
- Miejsce spotkań: Clipsal Powerhouse, Adelaide / PalaRuffini, Turyn (25 czerwca), PalaSpezia, La Spezia (27 czerwca)

| Data       | Godz. | Drużyna 1 | Wynik | Drużyna 2 | 1     | 2     | 3     | 4     | 5 | Razem | Czas | Widzów | * |
| ---------- | ----- | --------- | ----- | --------- | ----- | ----- | ----- | ----- | - | ----- | ---- | ------ | - |
| 25.06.1999 | 19:30 | Australia | 0:3   | Polska    | 21:25 | 23:25 | 26:28 |       |   | 70:78 | 1:16 | 2610   |   |
| 26.06.1999 | 19:30 | Australia | 1:3   | Polska    | 25:16 | 17:25 | 23:25 | 18:25 |   | 83:91 | 1:36 | 4200   |   |
|            |       |           |       |           |       |       |       |       |   |       |      |        |   |
| 25.06.1999 | 20:00 | Włochy    | 1:3   | Rosja     | 18:25 | 21:25 | 25:16 | 24:26 |   | 88:92 | 1:34 | 4200   |   |
| 27.06.1999 | 19:00 | Włochy    | 3:1   | Rosja     | 25:18 | 25:14 | 22:25 | 25:21 |   | 97:78 | 1:32 | 4300   |   |

#### 6. kolejka
- Miejsce spotkań: Hala Olivia, Gdańsk / Entertainment Centre, Sydney

| Data       | Godz. | Drużyna 1 | Wynik | Drużyna 2 | 1     | 2     | 3     | 4     | 5     | Razem   | Czas | Widzów | * |
| ---------- | ----- | --------- | ----- | --------- | ----- | ----- | ----- | ----- | ----- | ------- | ---- | ------ | - |
| 02.07.1999 | 19:00 | Polska    | 2:3   | Włochy    | 18:25 | 31:29 | 25:21 | 17:25 | 12:15 | 103:115 | 1:54 | 6510   |   |
| 03.07.1999 | 17:30 | Polska    | 0:3   | Włochy    | 24:26 | 21:25 | 16:25 |       |       | 61:76   | 1:13 | 6410   |   |
|            |       |           |       |           |       |       |       |       |       |         |      |        |   |
| 02.07.1999 | 19:30 | Australia | 2:3   | Rosja     | 25:18 | 23:25 | 25:20 | 22:25 | 7:15  | 102:103 | 1:54 | 2155   |   |
| 03.07.1999 | 19:30 | Australia | 1:3   | Rosja     | 18:25 | 24:26 | 25:22 | 23:25 |       | 90:98   | 1:38 | 2950   |   |

### Grupa B

#### Tabela
| Lp. | Drużyna   | Pkt | Mecze | Mecze | Mecze | Sety | Sety | Sety  | Małe punkty | Małe punkty | Małe punkty |
| Lp. | Drużyna   | Pkt | M     | W     | P     | wyg. | prz. | ratio | zdob.       | str.        | ratio       |
| --- | --------- | --- | ----- | ----- | ----- | ---- | ---- | ----- | ----------- | ----------- | ----------- |
| 1   | Brazylia  | 22  | 12    | 10    | 2     | 34   | 14   | 2.429 | 1150        | 1020        | 1.127       |
| 2   | Hiszpania | 19  | 12    | 7     | 5     | 26   | 23   | 1.130 | 1094        | 1080        | 1.013       |
| 3   | Kanada    | 17  | 12    | 5     | 7     | 19   | 25   | 0.760 | 982         | 1042        | 0.942       |
| 4   | Holandia  | 14  | 12    | 2     | 10    | 15   | 32   | 0.469 | 1023        | 1107        | 0.924       |

Źródło: fivb.ch
Punktacja: zwycięstwo – 2 pkt; porażka – 1 pkt
Zasady ustalania kolejności: 1. liczba punktów; 2. stosunek setów; 3. stosunek małych punktów; 4. bilans w bezpośrednich meczach
     Awans do turnieju finałowego

#### 1. kolejka
- Miejsce spotkań: Robert Guertin Centre, Gatineau / MECC, Maastricht

| Data       | Godz. | Drużyna 1 | Wynik | Drużyna 2 | 1     | 2     | 3     | 4     | 5     | Razem   | Czas | Widzów | * |
| ---------- | ----- | --------- | ----- | --------- | ----- | ----- | ----- | ----- | ----- | ------- | ---- | ------ | - |
| 28.05.1999 | 20:00 | Kanada    | 1:3   | Brazylia  | 23:25 | 25:22 | 21:25 | 17:25 |       | 86:97   | 1:40 | 2400   |   |
| 29.05.1999 | 20:00 | Kanada    | 3:2   | Brazylia  | 26:24 | 42:44 | 25:18 | 16:25 | 19:17 | 128:128 | 2:11 | 2700   |   |
|            |       |           |       |           |       |       |       |       |       |         |      |        |   |
| 29.05.1999 | 15:00 | Holandia  | 1:3   | Hiszpania | 24:26 | 25:22 | 21:25 | 19:25 |       | 89:98   | 1:30 | 1000   |   |
| 30.05.1999 | 15:00 | Holandia  | 3:2   | Hiszpania | 25:27 | 14:25 | 25:22 | 30:28 | 15:11 | 109:113 | 1:50 | 1000   |   |

#### 2. kolejka
- Miejsce spotkań: Palacio de Deportes, Gijón / Jack Simpson Gymnasium, Calgary

| Data       | Godz. | Drużyna 1 | Wynik | Drużyna 2 | 1     | 2     | 3     | 4     | 5     | Razem   | Czas | Widzów | * |
| ---------- | ----- | --------- | ----- | --------- | ----- | ----- | ----- | ----- | ----- | ------- | ---- | ------ | - |
| 04.06.1999 | 20:00 | Hiszpania | 3:2   | Brazylia  | 25:21 | 33:31 | 19:25 | 19:25 | 15:11 | 111:113 | 2:03 | 5000   |   |
| 06.06.1999 | 12:00 | Hiszpania | 1:3   | Brazylia  | 25:21 | 22:25 | 19:25 | 23:25 |       | 89:96   | 1:44 | 4200   |   |
|            |       |           |       |           |       |       |       |       |       |         |      |        |   |
| 04.06.1999 | 20:00 | Kanada    | 3:0   | Holandia  | 25:23 | 25:22 | 25:19 |       |       | 75:64   | 1:01 | 2100   |   |
| 05.06.1999 | 20:00 | Kanada    | 3:0   | Holandia  | 25:20 | 30:28 | 25:20 |       |       | 80:68   | 1:09 | 2400   |   |

#### 3. kolejka
- Miejsce spotkań: Investors Group Athletic Centre, Winnipeg / Ahoy, Rotterdam

| Data       | Godz. | Drużyna 1 | Wynik | Drużyna 2 | 1     | 2     | 3     | 4     | 5     | Razem   | Czas | Widzów | * |
| ---------- | ----- | --------- | ----- | --------- | ----- | ----- | ----- | ----- | ----- | ------- | ---- | ------ | - |
| 11.06.1999 | 20:00 | Kanada    | 3:2   | Hiszpania | 25:19 | 18:25 | 19:25 | 26:24 | 15:10 | 103:103 | 1:43 | 1500   |   |
| 12.06.1999 | 20:00 | Kanada    | 1:3   | Hiszpania | 19:25 | 23:25 | 25:18 | 19:25 |       | 86:93   | 1:28 | 1500   |   |
|            |       |           |       |           |       |       |       |       |       |         |      |        |   |
| 12.06.1999 | 15:00 | Holandia  | 2:3   | Brazylia  | 25:20 | 22:25 | 18:25 | 25:22 | 11:15 | 101:107 | 1:49 | 3500   |   |
| 13.06.1999 | 15:00 | Holandia  | 2:3   | Brazylia  | 27:29 | 25:22 | 23:25 | 25:23 | 11:15 | 111:114 | 1:55 | 4100   |   |

#### 4. kolejka
- Miejsce spotkań: Polideportivo Pisuerga, Valladolid (18 czerwca), Palacio de Deportes, Madryt (20 czerwca) / Ginásio do Maracanãzinho, Rio de Janeiro

| Data       | Godz. | Drużyna 1 | Wynik | Drużyna 2 | 1     | 2     | 3     | 4     | 5     | Razem  | Czas | Widzów | * |
| ---------- | ----- | --------- | ----- | --------- | ----- | ----- | ----- | ----- | ----- | ------ | ---- | ------ | - |
| 18.06.1999 | 20:00 | Hiszpania | 3:2   | Holandia  | 22:25 | 25:16 | 23:25 | 25:21 | 15:12 | 110:99 | 1:45 | 3215   |   |
| 20.06.1999 | 11:30 | Hiszpania | 3:0   | Holandia  | 25:18 | 25:20 | 25:23 |       |       | 75:61  | 1:16 | 11500  |   |
|            |       |           |       |           |       |       |       |       |       |        |      |        |   |
| 19.06.1999 | 10:00 | Brazylia  | 3:0   | Kanada    | 25:18 | 25:20 | 25:20 |       |       | 75:58  | 1:07 | 6380   |   |
| 20.06.1999 | 9:45  | Brazylia  | 3:0   | Kanada    | 25:18 | 25:21 | 25:13 |       |       | 75:52  | 1:09 | 10580  |   |

#### 5. kolejka
- Miejsce spotkań: Centreventos Cau Hansen, Joinville / Indoor-Sportcentrum, Eindhoven

| Data       | Godz. | Drużyna 1 | Wynik | Drużyna 2 | 1     | 2     | 3     | 4 | 5 | Razem | Czas | Widzów | * |
| ---------- | ----- | --------- | ----- | --------- | ----- | ----- | ----- | - | - | ----- | ---- | ------ | - |
| 26.06.1999 | 10:00 | Brazylia  | 3:0   | Hiszpania | 25:23 | 25:19 | 25:12 |   |   | 75:54 | 1:10 | 5380   |   |
| 27.06.1999 | 10:00 | Brazylia  | 3:0   | Hiszpania | 25:22 | 25:15 | 25:19 |   |   | 75:56 | 1:11 | 5380   |   |
|            |       |           |       |           |       |       |       |   |   |       |      |        |   |
| 26.06.1999 | 15:00 | Holandia  | 3:0   | Kanada    | 25:19 | 28:26 | 25:20 |   |   | 78:65 | 1:14 | 1480   |   |
| 27.06.1999 | 15:00 | Holandia  | 0:3   | Kanada    | 23:25 | 23:25 | 23:25 |   |   | 69:75 | 1:14 | 1800   |   |

#### 6. kolejka
- Miejsce spotkań: Pavelló Municipal Font de San Lluís, Walencja (1 lipca), Pabellón Ciutat de Castelló, Castelló de la Plana (2 lipca) / Ginásio do Ibirapuera, São Paulo

| Data       | Godz. | Drużyna 1 | Wynik | Drużyna 2 | 1     | 2     | 3     | 4     | 5     | Razem   | Czas | Widzów | * |
| ---------- | ----- | --------- | ----- | --------- | ----- | ----- | ----- | ----- | ----- | ------- | ---- | ------ | - |
| 01.07.1999 | 20:30 | Hiszpania | 3:2   | Kanada    | 23:25 | 25:22 | 26:28 | 26:24 | 16:14 | 116:113 | 2:06 | 5300   |   |
| 02.07.1999 | 20:30 | Hiszpania | 3:0   | Kanada    | 26:24 | 25:19 | 25:18 |       |       | 76:61   | 1:12 | 2900   |   |
|            |       |           |       |           |       |       |       |       |       |         |      |        |   |
| 03.07.1999 | 14:00 | Brazylia  | 3:1   | Holandia  | 25:15 | 27:25 | 22:25 | 25:20 |       | 99:85   | 1:25 | 10565  |   |
| 04.07.1999 | 14:00 | Brazylia  | 3:1   | Holandia  | 25:23 | 25:22 | 21:25 | 25:19 |       | 96:89   | 1:33 | 11000  |   |

### Grupa C

#### Tabela
| Lp. | Drużyna    | Pkt | Mecze | Mecze | Mecze | Sety | Sety | Sety  | Małe punkty | Małe punkty | Małe punkty |
| Lp. | Drużyna    | Pkt | M     | W     | P     | wyg. | prz. | ratio | zdob.       | str.        | ratio       |
| --- | ---------- | --- | ----- | ----- | ----- | ---- | ---- | ----- | ----------- | ----------- | ----------- |
| 1   | Kuba       | 23  | 12    | 11    | 1     | 33   | 15   | 2.200 | 1130        | 1042        | 1.084       |
| 2   | Francja    | 17  | 12    | 5     | 7     | 25   | 26   | 0.962 | 1134        | 1142        | 0.993       |
| 3   | Argentyna  | 16  | 12    | 4     | 8     | 22   | 26   | 0.846 | 1076        | 1089        | 0.988       |
| 4   | Portugalia | 16  | 12    | 4     | 8     | 17   | 30   | 0.567 | 1025        | 1092        | 0.939       |

Źródło: fivb.ch
Punktacja: zwycięstwo – 2 pkt; porażka – 1 pkt
Zasady ustalania kolejności: 1. liczba punktów; 2. stosunek setów; 3. stosunek małych punktów; 4. bilans w bezpośrednich meczach
     Awans do turnieju finałowego
     Gospodarz turnieju finałowego

#### 1. kolejka
- Miejsce spotkań: Palais des Sports de Gerland, Lyon / Estadio Cubierto Claudio Newell, Rosario

| Data       | Godz. | Drużyna 1 | Wynik | Drużyna 2  | 1     | 2     | 3     | 4     | 5    | Razem   | Czas | Widzów | * |
| ---------- | ----- | --------- | ----- | ---------- | ----- | ----- | ----- | ----- | ---- | ------- | ---- | ------ | - |
| 28.05.1999 | 20:00 | Francja   | 2:3   | Portugalia | 24:26 | 23:25 | 25:23 | 25:16 | 9:15 | 106:105 | 1:54 | 4450   |   |
| 30.05.1999 | 19:00 | Francja   | 3:1   | Portugalia | 28:26 | 22:25 | 25:17 | 25:18 |      | 100:86  | 1:41 | 1750   |   |
|            |       |           |       |            |       |       |       |       |      |         |      |        |   |
| 29.05.1999 | 18:00 | Argentyna | 1:3   | Kuba       | 20:25 | 19:25 | 25:22 | 22:25 |      | 86:97   | 1:41 | 2114   |   |
| 30.05.1999 | 18:00 | Argentyna | 0:3   | Kuba       | 26:28 | 22:25 | 28:30 |       |      | 76:83   | 1:21 | 5342   |   |

#### 2. kolejka
- Miejsce spotkań: Coliseo de la Ciudad Deportiva, Hawana / Estadio Luna Park, Buenos Aires

| Data       | Godz. | Drużyna 1 | Wynik | Drużyna 2  | 1     | 2     | 3     | 4     | 5     | Razem   | Czas | Widzów | * |
| ---------- | ----- | --------- | ----- | ---------- | ----- | ----- | ----- | ----- | ----- | ------- | ---- | ------ | - |
| 04.06.1999 | 20:40 | Kuba      | 3:1   | Portugalia | 25:23 | 22:25 | 26:24 | 25:20 |       | 98:92   | 1:34 | 10000  |   |
| 05.06.1999 | 20:40 | Kuba      | 3:0   | Portugalia | 25:21 | 25:21 | 25:22 |       |       | 75:64   | 1:06 | 12140  |   |
|            |       |           |       |            |       |       |       |       |       |         |      |        |   |
| 05.06.1999 | 18:00 | Argentyna | 3:2   | Francja    | 25:22 | 23:25 | 25:21 | 22:25 | 19:17 | 114:110 | 2:04 | 5049   |   |
| 06.06.1999 | 18:00 | Argentyna | 1:3   | Francja    | 23:25 | 23:25 | 25:13 | 22:25 |       | 93:88   | 1:37 | 4695   |   |

#### 3. kolejka
- Miejsce spotkań: Coliseo de la Ciudad Deportiva, Hawana / Estadio Luna Park, Buenos Aires

| Data       | Godz. | Drużyna 1 | Wynik | Drużyna 2  | 1     | 2     | 3     | 4     | 5     | Razem   | Czas | Widzów | * |
| ---------- | ----- | --------- | ----- | ---------- | ----- | ----- | ----- | ----- | ----- | ------- | ---- | ------ | - |
| 11.06.1999 | 20:40 | Kuba      | 3:2   | Francja    | 26:28 | 20:25 | 25:23 | 25:20 | 17:15 | 113:111 | 1:51 | 12167  |   |
| 12.06.1999 | 20:40 | Kuba      | 3:2   | Francja    | 22:25 | 25:16 | 23:25 | 25:21 | 16:14 | 111:101 | 1:44 | 12041  |   |
|            |       |           |       |            |       |       |       |       |       |         |      |        |   |
| 12.06.1999 | 18:00 | Argentyna | 2:3   | Portugalia | 25:21 | 21:25 | 25:23 | 24:26 | 15:17 | 110:112 | 2:15 | 5820   |   |
| 13.06.1999 | 18:00 | Argentyna | 3:0   | Portugalia | 25:22 | 26:24 | 25:18 |       |       | 76:64   | 1:23 | 7064   |   |

#### 4. kolejka
- Miejsce spotkań: Stade Pierre de Coubertin, Paryż (18 czerwca), Palais des Sports, Orlean (20 czerwca) / Pavilhão Desportivo Municipal, Póvoa de Varzim

| Data       | Godz. | Drużyna 1  | Wynik | Drużyna 2 | 1     | 2     | 3     | 4     | 5 | Razem   | Czas | Widzów | * |
| ---------- | ----- | ---------- | ----- | --------- | ----- | ----- | ----- | ----- | - | ------- | ---- | ------ | - |
| 18.06.1999 | 20:00 | Francja    | 1:3   | Kuba      | 22:25 | 34:32 | 22:25 | 22:25 |   | 100:107 | 1:55 | 4200   |   |
| 20.06.1999 | 18:00 | Francja    | 1:3   | Kuba      | 25:20 | 17:25 | 19:25 | 13:25 |   | 74:95   | 1:21 | 3410   |   |
|            |       |            |       |           |       |       |       |       |   |         |      |        |   |
| 19.06.1999 | 15:30 | Portugalia | 3:1   | Argentyna | 25:27 | 25:13 | 25:16 | 25:17 |   | 100:73  | 1:40 | 1025   |   |
| 20.06.1999 | 17:00 | Portugalia | 3:1   | Argentyna | 25:21 | 25:22 | 26:28 | 25:22 |   | 101:93  | 1:49 | 1500   |   |

#### 5. kolejka
- Miejsce spotkań: Palais des Sports de Beaulieu, Nantes (25 czerwca), Salle de Sports Michel Vrignaud, Challans (27 czerwca) / Centro de Desportos e Congressos, Matosinhos

| Data       | Godz. | Drużyna 1  | Wynik | Drużyna 2 | 1     | 2     | 3     | 4     | 5     | Razem   | Czas | Widzów | * |
| ---------- | ----- | ---------- | ----- | --------- | ----- | ----- | ----- | ----- | ----- | ------- | ---- | ------ | - |
| 25.06.1999 | 20:00 | Francja    | 3:2   | Argentyna | 25:23 | 22:25 | 22:25 | 25:19 | 15:12 | 109:104 | 1:58 | 4500   |   |
| 27.06.1999 | 18:00 | Francja    | 0:3   | Argentyna | 21:25 | 19:25 | 22:25 |       |       | 62:75   | 1:23 | 2400   |   |
|            |       |            |       |           |       |       |       |       |       |         |      |        |   |
| 25.06.1999 | 20:00 | Portugalia | 2:3   | Kuba      | 19:25 | 25:23 | 25:23 | 21:25 | 10:15 | 100:111 | 1:43 | 2950   |   |
| 26.06.1999 | 17:00 | Portugalia | 0:3   | Kuba      | 19:25 | 18:25 | 25:27 |       |       | 62:77   | 1:08 | 3670   |   |

#### 6. kolejka
- Miejsce spotkań: Nave Polivalente, Espinho / Coliseo de la Ciudad Deportiva, Hawana

| Data       | Godz. | Drużyna 1  | Wynik | Drużyna 2 | 1     | 2     | 3     | 4     | 5    | Razem   | Czas | Widzów | * |
| ---------- | ----- | ---------- | ----- | --------- | ----- | ----- | ----- | ----- | ---- | ------- | ---- | ------ | - |
| 02.07.1999 | 20:00 | Portugalia | 0:3   | Francja   | 15:25 | 16:25 | 23:25 |       |      | 54:75   | 1:09 | 1562   |   |
| 03.07.1999 | 17:00 | Portugalia | 1:3   | Francja   | 20:25 | 25:23 | 20:25 | 20:25 |      | 85:98   | 1:34 | 1200   |   |
|            |       |            |       |           |       |       |       |       |      |         |      |        |   |
| 02.07.1999 | 20:40 | Kuba       | 3:2   | Argentyna | 16:25 | 25:22 | 25:21 | 21:25 | 15:7 | 102:100 | 1:24 | 14320  |   |
| 03.07.1999 | 20:40 | Kuba       | 0:3   | Argentyna | 16:25 | 24:26 | 21:25 |       |      | 61:76   | 1:31 | 11200  |   |

## Turniej finałowy
- Miejsce turnieju:  Argentyna – Polideportivo Islas Malvinas, Mar del Plata
- Wszystkie godziny według strefy czasowej UTC-03:00.

### Rozgrywki grupowe

#### Grupa D
Tabela
| Lp. | Drużyna   | Pkt | Mecze | Mecze | Mecze | Sety | Sety | Sety  | Małe punkty | Małe punkty | Małe punkty |
| Lp. | Drużyna   | Pkt | M     | W     | P     | wyg. | prz. | ratio | zdob.       | str.        | ratio       |
| --- | --------- | --- | ----- | ----- | ----- | ---- | ---- | ----- | ----------- | ----------- | ----------- |
| 1   | Rosja     | 4   | 2     | 2     | 0     | 6    | 4    | 1.500 | 219         | 207         | 1.058       |
| 2   | Kuba      | 3   | 2     | 1     | 1     | 5    | 3    | 1.667 | 179         | 157         | 1.140       |
| 3   | Hiszpania | 2   | 2     | 0     | 2     | 2    | 6    | 0.333 | 156         | 190         | 0.821       |

Źródło: fivb.ch
Punktacja: zwycięstwo – 2 pkt; porażka – 1 pkt
Zasady ustalania kolejności: 1. liczba punktów; 2. stosunek setów; 3. stosunek małych punktów; 4. bilans w bezpośrednich meczach
     Awans do półfinału
Wyniki spotkań
| Data       | Godz. | Drużyna 1 | Wynik | Drużyna 2 | 1     | 2     | 3     | 4     | 5     | Razem   | Czas | Widzów | * |
| ---------- | ----- | --------- | ----- | --------- | ----- | ----- | ----- | ----- | ----- | ------- | ---- | ------ | - |
| 12.07.1999 | 19:00 | Hiszpania | 0:3   | Kuba      | 17:25 | 19:25 | 17:25 |       |       | 53:75   | 1:08 | 1500   |   |
| 13.07.1999 | 19:00 | Kuba      | 2:3   | Rosja     | 23:25 | 25:16 | 20:25 | 25:23 | 11:15 | 104:104 | 1:38 | 1500   |   |
| 14.07.1999 | 22:00 | Rosja     | 3:2   | Hiszpania | 25:17 | 24:26 | 26:28 | 25:20 | 15:12 | 115:103 | 1:47 | 1500   |   |

#### Grupa E
Tabela
| Lp. | Drużyna   | Pkt | Mecze | Mecze | Mecze | Sety | Sety | Sety  | Małe punkty | Małe punkty | Małe punkty |
| Lp. | Drużyna   | Pkt | M     | W     | P     | wyg. | prz. | ratio | zdob.       | str.        | ratio       |
| --- | --------- | --- | ----- | ----- | ----- | ---- | ---- | ----- | ----------- | ----------- | ----------- |
| 1   | Brazylia  | 4   | 2     | 2     | 0     | 6    | 2    | 3.000 | 176         | 157         | 1.121       |
| 2   | Włochy    | 3   | 2     | 1     | 1     | 5    | 4    | 1.250 | 198         | 189         | 1.048       |
| 3   | Argentyna | 2   | 2     | 0     | 2     | 1    | 6    | 0.167 | 140         | 168         | 0.833       |

Źródło: fivb.ch
Punktacja: zwycięstwo – 2 pkt; porażka – 1 pkt
Zasady ustalania kolejności: 1. liczba punktów; 2. stosunek setów; 3. stosunek małych punktów; 4. bilans w bezpośrednich meczach
     Awans do półfinału
Wyniki spotkań
| Data       | Godz. | Drużyna 1 | Wynik | Drużyna 2 | 1     | 2     | 3     | 4     | 5     | Razem   | Czas | Widzów | * |
| ---------- | ----- | --------- | ----- | --------- | ----- | ----- | ----- | ----- | ----- | ------- | ---- | ------ | - |
| 12.07.1999 | 22:00 | Argentyna | 0:3   | Brazylia  | 18:25 | 15:25 | 19:25 |       |       | 52:75   | 1:02 | 4000   |   |
| 13.07.1999 | 22:00 | Brazylia  | 3:2   | Włochy    | 18:25 | 25:22 | 25:20 | 18:25 | 15:13 | 101:105 | 1:42 | 1700   |   |
| 14.07.1999 | 19:00 | Argentyna | 1:3   | Włochy    | 22:25 | 18:25 | 25:18 | 23:25 |       | 88:93   | 1:29 | 5900   |   |

### Półfinały
| Data       | Godz. | Drużyna 1 | Wynik | Drużyna 2 | 1     | 2     | 3     | 4     | 5 | Razem | Czas | Widzów | * |
| ---------- | ----- | --------- | ----- | --------- | ----- | ----- | ----- | ----- | - | ----- | ---- | ------ | - |
| 16.07.1999 | 19:00 | Kuba      | 3:0   | Brazylia  | 25:20 | 27:25 | 25:19 |       |   | 77:64 | 1:08 | 2200   |   |
| 16.07.1999 | 22:00 | Rosja     | 1:3   | Włochy    | 25:18 | 19:25 | 24:26 | 20:25 |   | 88:94 | 1:27 | 2000   |   |

### Mecz o 3. miejsce
| Data       | Godz. | Drużyna 1 | Wynik | Drużyna 2 | 1     | 2     | 3     | 4     | 5 | Razem | Czas | Widzów | * |
| ---------- | ----- | --------- | ----- | --------- | ----- | ----- | ----- | ----- | - | ----- | ---- | ------ | - |
| 17.07.1999 | 18:00 | Brazylia  | 3:1   | Rosja     | 17:25 | 25:23 | 25:20 | 25:19 |   | 92:87 | 1:25 | 2200   |   |

### Finał
| Data       | Godz. | Drużyna 1 | Wynik | Drużyna 2 | 1     | 2     | 3     | 4     | 5 | Razem | Czas | Widzów | * |
| ---------- | ----- | --------- | ----- | --------- | ----- | ----- | ----- | ----- | - | ----- | ---- | ------ | - |
| 17.07.1999 | 21:00 | Kuba      | 1:3   | Włochy    | 21:25 | 25:23 | 19:25 | 24:26 |   | 89:99 | 1:28 | 6351   |   |

## Klasyfikacja końcowa
| Miejsce | Reprezentacja |
| ------- | ------------- |
| złoto   | Włochy        |
| srebro  | Kuba          |
| brąz    | Brazylia      |
| 4       | Rosja         |
| 5       | Hiszpania     |
| 6       | Argentyna     |
| 7       | Francja       |
| 8       | Kanada        |
| 8       | Polska        |
| 10      | Australia     |
| 10      | Holandia      |
| 10      | Portugalia    |

| ZWYCIĘZCA LIGI ŚWIATOWEJ 1999 WŁOCHY Skład zwycięzców Valerio Vermiglio, Marco Meoni, Luigi Mastrangelo, Alessandro Fei, Samuelle Papi, Andrea Sartoretti, Cristian Casoli, Simone Rosalba, Hristo Zlatanov, Mirko Corsano, Davide Bellini, Vigor Bovolenta, Leondino Giombini, Marco Molteni Trener: Andrea Anastasi |

## Nagrody indywidualne
| Najlepszy punktujący  | Osvaldo Hernández |
| Najlepszy atakujący   | Douglas Chiarotti |
| Najlepszy blokujący   | Pavel Pimienta    |
| Najlepszy zagrywający | Luigi Mastrangelo |

Dodatkowo najwyżej w klasyfikacji przyjmujących znalazł się Hiszpan Enrique De La Fuente, rozgrywających - Kubańczyk Raúl Diago, natomiast broniących - Włoch Mirko Corsano. W tych kategoriach nie przyznawano jednak nagród indywidualnych ani pieniężnych.